# Rainbow/PUSH
Rainbow/PUSH é uma organização sem fins lucrativos, formada por uma fusão de duas organizações sem fins lucrativos, a Operação PUSH (Pessoas Unidas para Salvar a Humanidade) e a National Rainbow Coalition - fundada pelo reverendo Jesse Jackson. As entidades buscam a justiça social, direitos civis e políticos de ativismo.
Em dezembro de 1971, Jackson renunciou a Operação Breadbasket após colidir com o reverendo Ralph Abernathy e fundou Operação PUSH. Jackson fundou a National Rainbow Coalition, em 1984, que se fundiu com a PUSH, em 1996. A organização tem sede em Chicago e tem filiais em Washington, D.C., Nova Iorque, Los Angeles, Detroit, Houston, Atlanta, Vale do Silício, e Nova Orleans.